# Chiesa di Sant'Andrea Apostolo (Cucigliana)
La chiesa di Sant'Andrea Apostolo è un edificio religioso situato a Cucigliana, frazione del comune di Vicopisano.

## Storia e descrizione
Attestata dal 1063, nel secolo XIII la chiesa era sotto la giurisdizione della pieve di Calci. In passato questa era una chiesa di giuspatronato pubblico, ovverosia la scelta del rettore della stessa era prerogativa della popolazione di Cucigliana, che sceglieva il proprio pievano mediante una votazione che si teneva in chiesa. L'assemblea era composta dai capifamiglia del paese che davano la loro preferenza ad una lista di religiosi autocandidati al giudizio del popolo.
L'edificio presenta una struttura a aula unica con tetto a capanna e semplice facciata con timpano; l'aspetto attuale della chiesa risale al XVIII secolo, eccetto la base medievale in pietra del campanile, completato in alto da una struttura ottagonale coronata da vasi in terracotta. All'interno si conservano dipinti murali del primo Ottocento (G. Bacchini, Fratelli Merlini, Ferdinando Folchi). Nella chiesa vi è un organo a canne costruito da Nicomede Agati nel 1875; esso sostituisce un più antico strumento di Giuseppe Zannetti del 1790.